# Roman o pijanstvima (roman)
Roman o pijanstvima je osmi roman srpskog pisca i prevodioca Igora Marojevića (1968) objavljen za izdavačku kuću Laguna iz Beograda. Izašao je iz štampe u oktobru 2019. godine za vreme trajanja Beogradskog sajma knjiga. Imao je je 222 strane. Cena u knjižarama iznosila je 699 dinara (5,9 €; 6,5 $).

## Lično iskustvo u pisanju romana
Po Marojeviću, ovo je prvi roman posle završenog Beogradskog petoknjižja, koje su činili romani 24 zida, Parter, Beograđanke, Prave Beograđanke i Tuđine). Marojević ovako komentariše lično iskustvo u pisanju romana: "Nekom ko piše je najbolje za temu uzeti ono što dobro poznaje a prema čemu može i da ima distancu. Ako sam se i laćao alkohola, bilo je to nadasve za potrebe teme, koju promišljam već godinama, da bi se kasnije desilo spontano zapisivanje. A sigurno mogu da imam distancu prema dotičnoj temi". Na pitanje šta je najgore, a šta nabolje u konzumaciji alkhola, Marojević: "Možda je najgora neumerenost, kao i griža savesti uz mamurluk, koji pak ume i da bude saznajno plodan, samo ako je čovek u stanju da ga opiše tj. zapiše. Uz to, alkoholizam bez mamurluka je što i satira bez gorčine, bio bi to jednodimenzionalan i netačan doživljaj sveta. Konačno, čak i hronični alkoholičar svoje životne dileme može efikasno da rešava jedino trezan, pa makar i mamuran".